# Mollusque d'eau douce

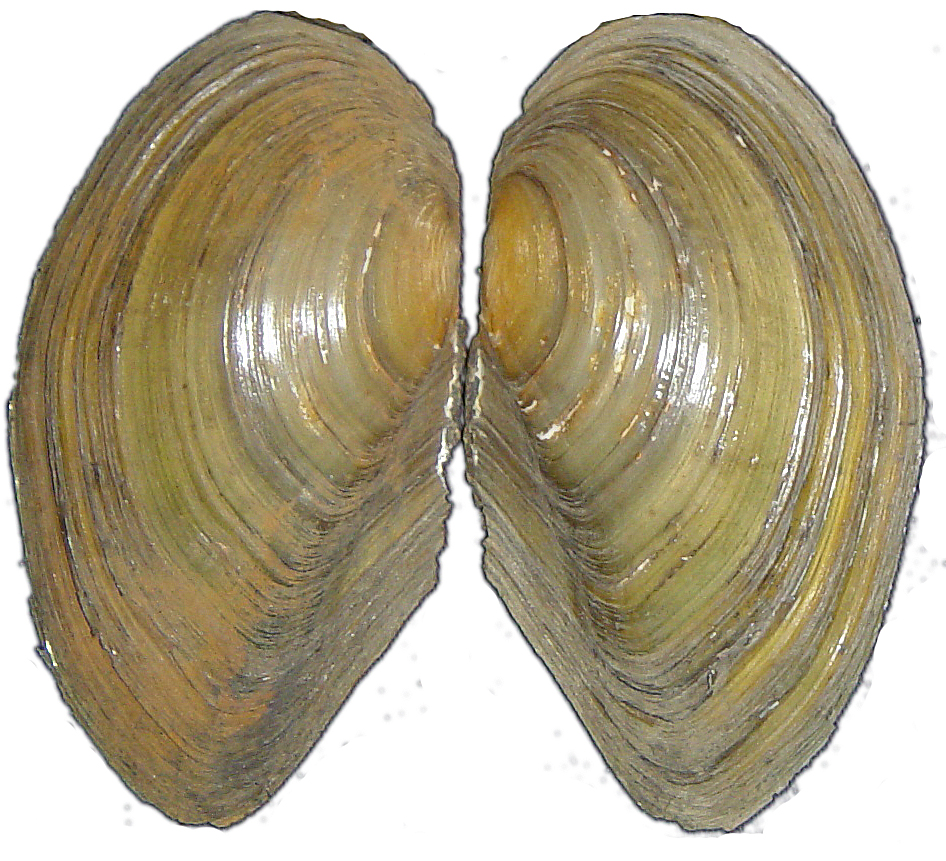
Exemple de Mollusque bivalve d'eau douce : Anodonta anatina

Au cours de l'évolution, une partie des mollusques ont quitté le milieu marin et se sont adaptés à l'eau douce ; ce sont les mollusques dulcicoles. On en trouve dans presque toutes les eaux douces, y compris dans des mares isolées et des lacs de haute montagne, et des milieux nouveaux créés par l'homme, ce qui montre, pour certaines espèces au moins, une bonne capacité de dispersion (via des organismes vecteurs animaux, ou via des bateaux dans le cas de la moule zébrée dont l'extension géographique récente a été large et rapide).
Ils sont tous conchylifères (c'est-à-dire porteurs de coquille calcaire sécrétée par le manteau, et un pied locomoteur) ; dans ce sous-embranchement qui comprend 5 classes, seules deux sont présentes en eaux douces. On les classe généralement en deux catégories, selon la nature de leur coquille : les gastéropodes et les bivalves.
Tout en jouant un rôle écologique essentiel (ayant aussi valeur de services écosystémiques), ils sont aussi connus comme hôtes intermédiaires de plusieurs microbes et parasites (nématodes, trématodes…) d'importance épidémiologique ou écoépidémiologique majeure (ex : Bilharzioses).

## Gastéropodes d'eau douce
Les gastéropodes d'eau douce, plus souvent nommés « escargots d'eau douce » sont presque toujours hermaphrodites. Chez la plupart des espèces de zone froide à tempérée, ils meurent après la reproduction et ne vivent pas plus d'un an (même si en aquarium ou laboratoire ils peuvent vivre plus longtemps). Pour les espèces vivant en zones froide et tempérée, les adultes et plus encore les œufs supportent souvent la congélation.
En zone tempérée, certaines espèces (ou des sous-populations) pondent au printemps et d'autres en été. Les Gastéropodes sont reconnaissables à leur coquille spiralée plus ou moins dure ou fragile selon les espèces et l'âge de l'escargot. Leurs fèces, riches en mucoprotéines sont une source de nourriture pour d'autres organismes détritiphages.
Selon leur anatomie, ils sont classés dans l'une des deux sous-classes :
- Prosobranches (Streptoneures), à coquille operculée, dont quelques espèces sont vivipares (Ex : certaines paludines ou Potamopyrgus jenkinsi qui est aussi capable de parthénogenèse, ce qui lui permet de se reproduire très vite, avec des densités de population dépassant environ 30 000 escargots par mètre carré). Certaines espèces occupent le crénon (alors que la plupart des mollusques d'eau douce vivent dans le potamon) ;
- Pulmonés (Euthyneures), ne disposant pas d'opercule pour fermer leur coquille. La plupart des espèces ont une vie courte, mais certaines vivent deux ans et pondent deux fois durant leur vie (Lymnaea stagnalis, Planorbarius corneus par exemple) alors que d'autres ne pondent qu'une fois en deux ans.

La position des yeux situés à l'extrémité des tentacules, ou à leur base, permet de distinguer (respectivement) deux ordres :
1. Pulmonés Stylommatophores, essentiellement terrestres ;
2. Pulmonés Basommatophores, tous aquatiques (l'ordre des Basommatophores est celui qui parmi les pulmonés comprend le plus d'espèces ; de même parmi tous les mollusques d'eau douce)[1].

## Bivalves d'eau douce
Les bivalves (ou lamellibranches ou pélécypodes) sont plus souvent nommés moules d'eau douce (ou « nayades ») et ils vivent souvent plus longtemps que les gastéropodes d'eau douce.
Il existe des mâles et femelles séparés (mais si la densité de population devient très faible, chez certaines espèces (ex : Margaritifera margaritifera), les femelles peuvent se transformer partiellement en mâle et s'autoféconder). Ils produisent une nouvelle génération par an.
Le groupe des bivalves comprend 6 familles d'unionoïdes et environ 165 genres, dans l'ordre des Unionoida. Certaines de ces espèces effectuent une partie de leur cycle de vie comme « parasite » de poissons et elles jouent un rôle important dans le cycle biogéochimique des éléments du cours d'eau et des sédiments, et en matière de filtration de l'eau. Quelques espèces de moules d'eau douce sont fixées (du genre Dressenia) et les autres sont libres. On distingue dans ce groupe deux familles :
1. les Unionidae (vivant 10 à 30 ans)
2. les Margaritiferidae (pouvant vivre plus d'un siècle en zone froide)
3. les Dreissenidae (vivant 5 à 10 ans, avec une larve qui est au premier stade zooplanctonique)
4. les Sphaeriidae (hermaphrodites, vivant 3 à 4 ans, avec des œufs se développant dans une poche incubatrice).

Ils jouent un rôle important en tant que filtreurs : les Unionidae filtrent en moyenne 300 ml par heure et par individu ; les Dreissenidae 35 ml/ind./h Et les Sphaeriidae nettement moins (2,2 ml/ind./h). Les Dreissenidae pouvant coloniser des surfaces verticales sur plusieurs mètres de hauteur (parois, poteaux, etc.), elles peuvent être fortement présentes par mètre carré de fond, mais elles sécrètent aussi une quantité importante de pseudofèces qui peut (notamment là où il n'y a pas de courant) colmater ou asphyxier le sédiment.

## Habitats
Les gastéropodes sont surtout présents (en nombre d'individus et en nombre d'espèces) dans le potamon (sauf les psidies dont le préférendum est le rhithron inférieur.
Les moules d'eau douce étaient autrefois densément présentes dans presque tous les types de cours d'eau, les lacs, étangs et grandes mares.

## Capacité de dispersion
On connait encore mal les modes de dispersion de ces animaux, mais le fait est qu'ils ont souvent une forte capacité de colonisation/recolonisation.
Plusieurs des mollusques d'eau douce (au moins à partir d'un certain âge semblent pouvoir - grâce à une coquille solide et dont la fermeture est étanche - résister au passage dans le tube digestif d'un poisson et un certain temps dans le jabot d'un oiseau (qui peut ensuite éventuellement les régurgiter).
L'un des stades larvaires de plusieurs espèces peut s'accrocher à des amphibiens ou à des poissons (dont poissons migrateurs comme la truite ou le saumon dans le cas de Margaritifera margaritifera) Certaines espèces des genres Sphaerium, Pisidium et d'Ancylidae se font transporter quand elles sont jeunes par de gros coléoptères aquatiques (Dytiscus, Acilius) et certains Hémiptères.
La plupart des larves ou jeunes individus peuvent aussi se laisser emporter par le courant.

## Adaptabilité
Les capacités de dispersion sont renforcées chez la plupart des mollusques d'eau douce (et chez leurs œufs) par une capacité d'estivation et d'hibernation dans la vase, avec une certaine tolérance au gel, à la dessiccation et à d'importantes variations de salinité (sauf pour quelques espèces telles que Margaritifera margaritifera et Ancylus fluviatilis qui ne supportent pas le sel). Quelques sous-populations se sont même adaptées à des températures élevées ; on a ainsi trouvé des espèces de Lymnaea et de Physa vivant dans des eaux thermales à des températures comprises entre 30 et 46 °C.
Aucun mollusque d'eau douce n'est carnivore, mais bien que la littérature ait classé la plupart des espèces en herbivore, détritivore et parfois omnivore, elles adaptent souvent leur alimentation aux ressources du lieu et à leur saisonnalité. Beaucoup d'escargots d'eau mangent des algues en été et des détritus en hiver quand ils sont enfouis dans la vase.
Des espèces classées comme herbivores ingèrent aussi des quantités significatives de bactéries, protistes et rotifères.

## Invasivité
Un certain nombre d'espèces introduites hors de leur aire naturelle de répartition sont devenues invasives ou posent des problèmes sanitaires ou écologiques.
Inversement, la plupart des moules d'eau douce sont en forte régression ou ont déjà disparu de tout ou partie de leur aire naturelle de répartition.

## Prédation
Les mollusques d'eau douce et/ou leurs œufs ou larves sont une source de nourriture pour de très nombreux prédateurs (vertébrés et invertébrés), dont :
- Mammifères aquatiques ou semi-aquatiques : rats d'eau (rat musqué en hiver) et autres rongeurs ; loutre, blaireau…
- Oiseaux aquatiques : cincle, poule d'eau, héron, mouette, canards…
- Poissons : saumon de fontaine, truites de rivière et de lac, chabot, corégone, ombre, vairon, anguille, goujon, gardon, brème, carpe, black-bass…
- certains amphibiens.
- certains arthropodes (écrevisses, imagos et larves d'insectes coléoptères (Dytiscidae, Hydrophilidae…).
- Plathelminthes : planaires (Dugesia, Polycelis…),
- Annélides : sangsues (Glossiphonia, Helobdella, Trocheta…).

Les œufs et embryons sont consommés par les larves d'Odonates, d'Hémiptères, de Trichoptères, des Rotifères, etc..

## Commensalismeetinteractions durables
- De petits oligochètes (les Chaetogasters) sont commensaux fréquents de certains mollusques d'eau douce.
- Un commensalisme bien connu est celui qui unit la bouvière (Rhodeus sericeus) qui pond directement ses œufs dans le siphon d'un Unionidae, lequel va protéger les œufs dans sa cavité palléale puis expulser les embryons dans le milieu après leur éclosion[1].

## Menaces
La plupart des mollusques supportent les eaux légèrement polluées, surtout si la pollution est uniquement constituée de matières organiques.
Ils peuvent se débarrasser d'une partie des métaux lourds qu'ils ingèrent dans leur coquille, mais sont très sensibles à certains polluants ou à une pollution moyenne ou forte qui les fait régresser ou disparaitre plus vite que les Éphéméroptères et Trichoptères utilisés comme bioindicateurs). Parmi les mollusques d'eau douce, les Sphaeriidae et les Prosobranches seraient les plus polluo-sensibles, alors que les Dreissenidae sont très peu sensibles.
Des études sur les mollusques marins et d'autres organismes benthiques calcifiants (Coraux et Echinodermes) montrent que certains sont vulnérables à l'acidification des océans (inhibition de la biominéralisation), notamment pour les larves qui ne peuvent plus synthétiser normalement leur coquille calcaire ; il pourrait en être de même pour les mollusques d'eau douce dont les processus de morphogenèse coquillière sont semblables à ceux de leurs homologues marins.

## En France

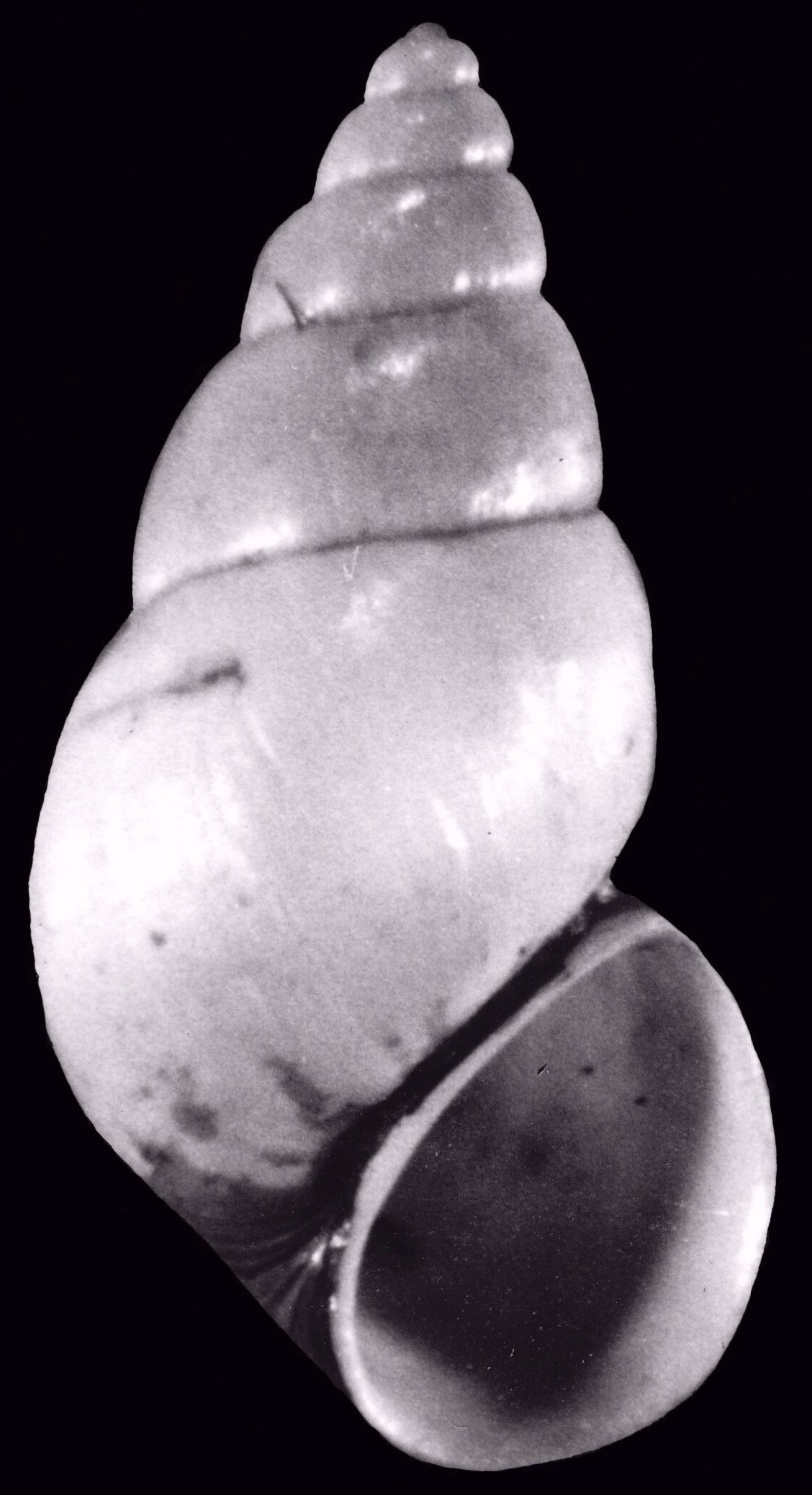
Potamopyrgus antipodarum

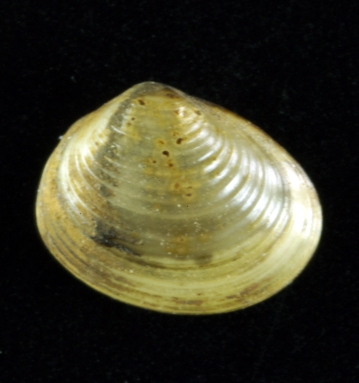
Pisidium amnicum

Hormis les Hydrobiidae qui ne sont que très localement présents, les mollusques sont ou étaient largement présents sur tout le territoire (sauf très haute montagne et certains milieux très acides).
Les genres que l'on peut observer en France métropolitaine sont (par milieux et habitats) :
- Lymnaea, Radix, Galba, Myxas (sauf dans le Sud-Est), Physa, Aplexa, (plus rare dans le Midi), Bulinus, (en Corse, et peut-être dans les Pyrénées-Orientales), Planorbarius, (moins fréquent dans le Midi), Bathyomphalus, Planorbis, Anisus, Gyraulus, Hippeutis et Segmentina ; dans les milieux riches en plantes, vase ou substrat rocheux :
- Acrohxus et Ferrissia (À l'est d'une ligne Paris - Perpignan), sur les tiges ou feuilles de plantes aquatiques supérieures en milieux vaseux :
- Ancylus (Ancylus fluviatilis ; sur les pierres de ruisseaux, torrents ou rivières où le courant est fort à assez fort ; sur les tiges et feuilles des végétaux supérieurs - vase ;
- Viviparus, sur les branches mortes, blocs, berges artificielles (près du fond) et les fonds vaseux ;
- Bithynia, sur les milieux riches en cailloux, végétaux et zones de vase ;
- Psaudamnicola, dans les milieux lentiques sur vase, fonds pierreux et sur la végétation, l'Ouest, le Sud-Ouest et les régions méditerranéennes (mais hors des zones sous influence marine) ;
- Bythinella, uniquement au niveau des sources sur les roches, les plantes aquatiques ou les pierres (sauf dans l'Ouest) ;
- Belgrandia, sur les plantes, les pierres et le fond, uniquement en Midi-Pyrénées ;
- Bythiospeum, sur les alluvions, sur les sédiments de limon de milieux souterrains ou dans ou près des sources (mais seulement dans le Nord-Est, l'Est et l'isthme qui lie le Morvan aux Vosges, dans les hauteurs du Jura, du Dauphiné et du Vaucluse) ;
- Potamopyrgus, sur les plantes et fonds vaseux ou substrats pierreux (hormis dans le Massif Central ?) ;
- Lithoglyphus, dans les canaux du Nord et de l'Est, les fonds de canaux eutrophes et sur les maçonneries des murs et écluses ;
- Valvata, sur les plantes aquatiques supérieures et vases ;
- Theodoxus, sur les substrats pierreux exposés aux courants ;
- Hauffenia, Horatia, sur les alluvions ou dépôts limoneux des milieux souterrains et des sources (dans l'Est, mais aussi au Sud (Pyrénées et à proximité de la Méditerranée) ;
- Margaritifera, sur les sédiments sableux grossiers dans les eaux propres et peu minéralisées ;
- Unio, Anodonta, Potomida et Pseudanodonta, sédiments sableux, sablo-limoneux à vaseux ;
- sur tout substrats durs, presque toujours fixés : Dreissena et Congeria (dans les canaux du Nord en liaison directe avec la mer) ;
- sur les fonds sableux à sablo-vaseux voire franchement vaseux Sphaerium et Pisidium.